# Zetorchestes aokii
Zetorchestes aokii är en kvalsterart som beskrevs av Krisper 1987. Zetorchestes aokii ingår i släktet Zetorchestes och familjen Zetorchestidae. Inga underarter finns listade i Catalogue of Life.